# 엑스맨 '97
《엑스맨 '97》(X-Men '97)은 보 드마요가 제작한 2024년 미국의 텔레비전 애니메이션이다. 마블 코믹스의 슈퍼히어로 팀 엑스맨에 기반한 작품으로 과거 애니메이션 《엑스맨(1992–1997)》의 직계 후속작이다. 디즈니+ 스트리밍 서비스로 방영됐다.
원작 성우진 중 캘 도드, 레노어 잔, 조지 버자, 캐서린 디셔, 크리스 포터, 앨리슨 실리스미스, 애드리언 휴, 크리스토퍼 브리튼, 앨리슨 코트, 로렌스 베인과 론 루빈이 재참여했다.
《엑스맨 '97》는 2024년 3월 20일 첫 2화가 공개됐으며 5월 15일까지 10화 분량 시즌 1가 방영됐다.

## 제작
2019년 6월, 《엑스맨(1992–1997)》의 기획자였던 래리 호스턴은 디즈니와 함께 텔레비전 시리즈 후속작을 검토중이라고 발언한 바 있다. 그는 원작에 종료된 시점에서 바로 이야기가 이어지는 작품을 만들고 싶다고 거론했다.